# جوآن راسل
 جوآن راسل (انگلیسی: JoAnne Russell؛ زاده ۳۰ اکتبر ۱۹۵۴) یک تنیس‌باز اهل ایالات متحده آمریکا است.